# Ивашковский сельский совет (Городнянский район)
Ивашковский сельский совет (укр. Івашківська сільська рада) — входит в состав
Городнянского района
Черниговской области
Украины.
Административный центр сельского совета находится в
с. Ивашковка
.

## Населённые пункты совета
- с. Ивашковка
- с. Долгое
- с. Перше Травня